# Fiat G.2
Die Fiat G.2 war ein Passagierflugzeug des italienischen Herstellers Fiat Aviazione, das von Giuseppe Gabrielli konstruiert wurde.

## Geschichte und Konstruktion
Die G.2 war ein großer Schritt für den Fiat-Konzern, da es ihr erster freitragender Tiefdecker war. Die Maschine war bis auf die stoffbespannten Ruder vollständig metallbeplankt. Das Spornradfahrwerk war nicht einziehbar, jedoch verkleidet. Das Flugzeug wurde von drei Fiat A.60-Kolbenmotoren angetrieben, wobei einer im Bug und die beiden anderen an den Tragflächenvorderkanten montiert waren. Der Einbau verschiedener anderer Motoren wäre möglich gewesen. Die geschlossene Passagierkabine bot Platz für sechs Personen. Der Prototyp flog erstmals 1932. Obwohl die G.2 eine vielversprechende Konstruktion war, konnte sie nicht in Serie produziert werden. Die einzig gebaute Maschine wurde anfänglich von der Fluggesellschaft Avio Linee Italiane auf der Strecke Turin – Mailand eingesetzt, dann an VARIG verkauft und anschließend an die Fluggesellschaft ASA abgegeben, von der sie bis 1946 als Postflugzeug eingesetzt wurde.

## Varianten
G.2angetrieben von drei Vierzylinder-Reihenmotoren Fiat A.60 mit je 101 kW
G.2/2geplante Variante, angetrieben von drei Vierzylinder-Reihenmotoren Alfa Romeo 110-1 mit je 89 kW
G.2/3geplante Variante, angetrieben von drei Vierzylinder-Reihenmotoren de Havilland Gipsy Major mit je 89 kW
G.2.4geplante Variante, angetrieben von drei Neunzylinder-Sternmotoren Fiat A.54 mit je 103 kW

## Technische Daten

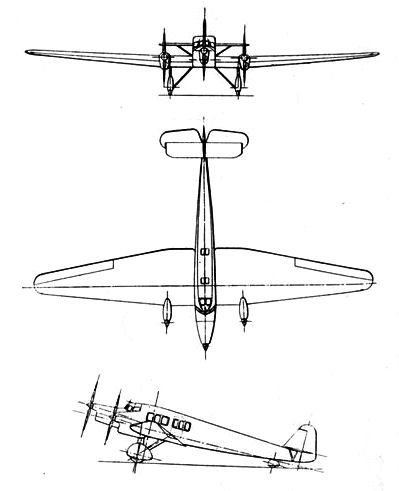
Dreiseitenansicht

| Kenngröße             | Daten (G.2)                                                    |
| --------------------- | -------------------------------------------------------------- |
| Besatzung             | 1                                                              |
| Passagiere            | 6                                                              |
| Länge                 | 11,89 m                                                        |
| Spannweite            | 18,01 m                                                        |
| Höhe                  | 3,51 m                                                         |
| Flügelfläche          | 39 m²                                                          |
| Flügelstreckung       | 8,3                                                            |
| Leermasse             | 1630 kg                                                        |
| max. Startmasse       | 2500 kg                                                        |
| Höchstgeschwindigkeit | 235 km/h                                                       |
| Dienstgipfelhöhe      | 4200 m                                                         |
| Reichweite            | 700 km                                                         |
| Triebwerke            | 3 × Vierzylinder-Reihenmotoren Fiat A.60 mit je 135 PS (99 kW) |